# Беспалова, Анисия Фёдоровна
Анисия Фёдоровна Беспалова (15 января 1920, Мари-Отары, Чебоксарский уезд, Казанская губерния, РСФСР — 2012, неизвестно) — советский государственный и политический деятель.

## Биография
Родилась в 1920 году в Чебоксарском уезде Казанской губернии. Член ВКП(б).
С 1940 года — на общественной и политической работе. В 1940—1989 гг. — агроном-семеновод, заместитель начальника политотдела по комсомолу Хлебниковской МТС Мари-Турекского района, участковый агроном Карлыганского, Арборского сельсоветов, секретарь, 2-й секретарь Хлебниковского райкома ВКП(б), председатель Хлебниковского и Мари-Турекского райисполкомов, министр соиального обеспечения Марийской АССР, замначальника Марийского республиканского центра по начислению и выплате пенсий и пособий Министерства социального обеспечения МАССР, начальник АХО Министерства соцобеспечения Марийской АССР, заместитель директора объединения «Марийфоторадиобыт», инженер по технике безопасности объединения «Йошкар-Ола парикмахерские».
Избиралась депутатом Верховного Совета СССР 3-го, 4-го, 5-го созывов.
Умерла в 2012 году.